# Ligne de Saint-Étienne à Andrézieux
La ligne de Saint-Étienne à Andrézieux est la première ligne de chemin de fer établie en Europe continentale. La concession en est demandée le 5 mai 1821 par messieurs de Lur-Saluces, Boigues, Milleret, Hochet et Bricogne et accordée par ordonnance du roi Louis XVIII le 26 février 1823. La Compagnie du chemin de fer de Saint-Étienne à la Loire est créée le 21 juillet 1824.
Longue de vingt-et-un kilomètres avec ses embranchements industriels et ouverte le 30 juin 1827, cette voie ferrée à vocation industrielle était destinée au transport de la houille du Forez vers les lieux de consommation (notamment Paris) ou les lieux de transformation (sidérurgie du Berry et du Nivernais) par la Loire et le canal de Briare. Considéré comme une annexe de l’industrie minière, ce chemin de fer fut conçu par transposition sur rails du transport routier au moyen de chariots ; sa construction s’apparentait à celle d’une route et son exploitation, dans les premières années, faisait appel à la traction hippomobile.
Le premier service voyageurs est mis en œuvre le 1er mars 1832. 
À partir des années 1850 la ligne est restructurée et incorporée à ce qui deviendra plus tard la ligne de Moret - Veneux-les-Sablons à Lyon-Perrache. En 1853 la compagnie concessionnaire est rachetée 
par la Compagnie des chemins de fer de jonction du Rhône à la Loire.

## La première concession de chemin de fer en France
À la fin du Premier Empire et au début de la Restauration, le bassin minier de la Loire est le plus important de France, Saint-Étienne une des plus grandes villes ; mais les communications existantes ne suffisent pas à satisfaire les besoins miniers et industriels. 
Deux ingénieurs locaux, Louis de Gallois et Louis-Antoine Beaunier, après un voyage d'étude en Angleterre, concluent à la nécessité du chemin de fer.
Le 5 mai 1821, messieurs de Lur-Saluces, Boigues, Milleret, Hochet et Bricogne demandent la concession d'une voie ferrée de Saint-Étienne à Andrézieux longue de près de 23 kilomètres. 
Par ordonnance royale du 26 février 1823, MM. de Lur-Saluces et consorts sont autorisés, sous le titre de Compagnie du chemin de fer, à établir une ligne de la Loire au Pont-de-l’Âne, sur la rivière le Furens (ou Furan, son appellation moderne), par le territoire houiller de Saint-Étienne.
Les transports sont limités aux marchandises, particulièrement aux houilles. La taxe kilométrique est de 0,0186 franc par hectolitre de houille ou par 50 kilogrammes de marchandises. 
La concession est perpétuelle.
L’ordonnance du 21 juillet 1824 autorise la constitution et approuve les statuts d’une société anonyme dite Compagnie du chemin de fer de Saint-Étienne à la Loire pour l’exécution et l’exploitation de la ligne. La société est formée pour 99 ans, sauf renouvellement. 
Le capital social est d’un million, représenté par 200 actions de 5000 francs auxquelles s’ajoutent huit actions gratuites données à l’auteur des projets, Louis-Antoine Beaunier, qui devient le directeur de l’entreprise.

## La ligne historique

### Tracé

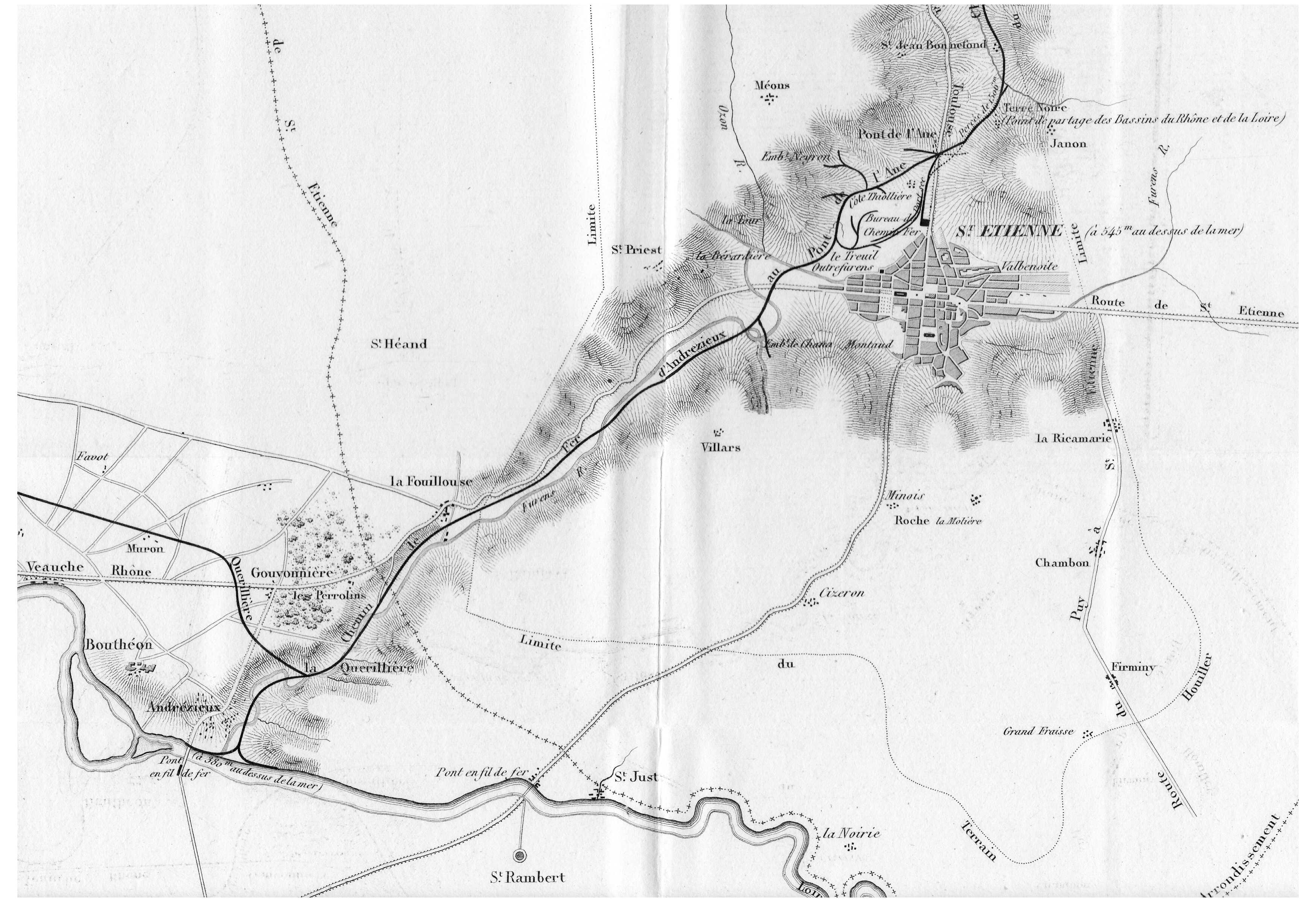
Carte du chemin de fer Saint Étienne - Andrézieux (1837).

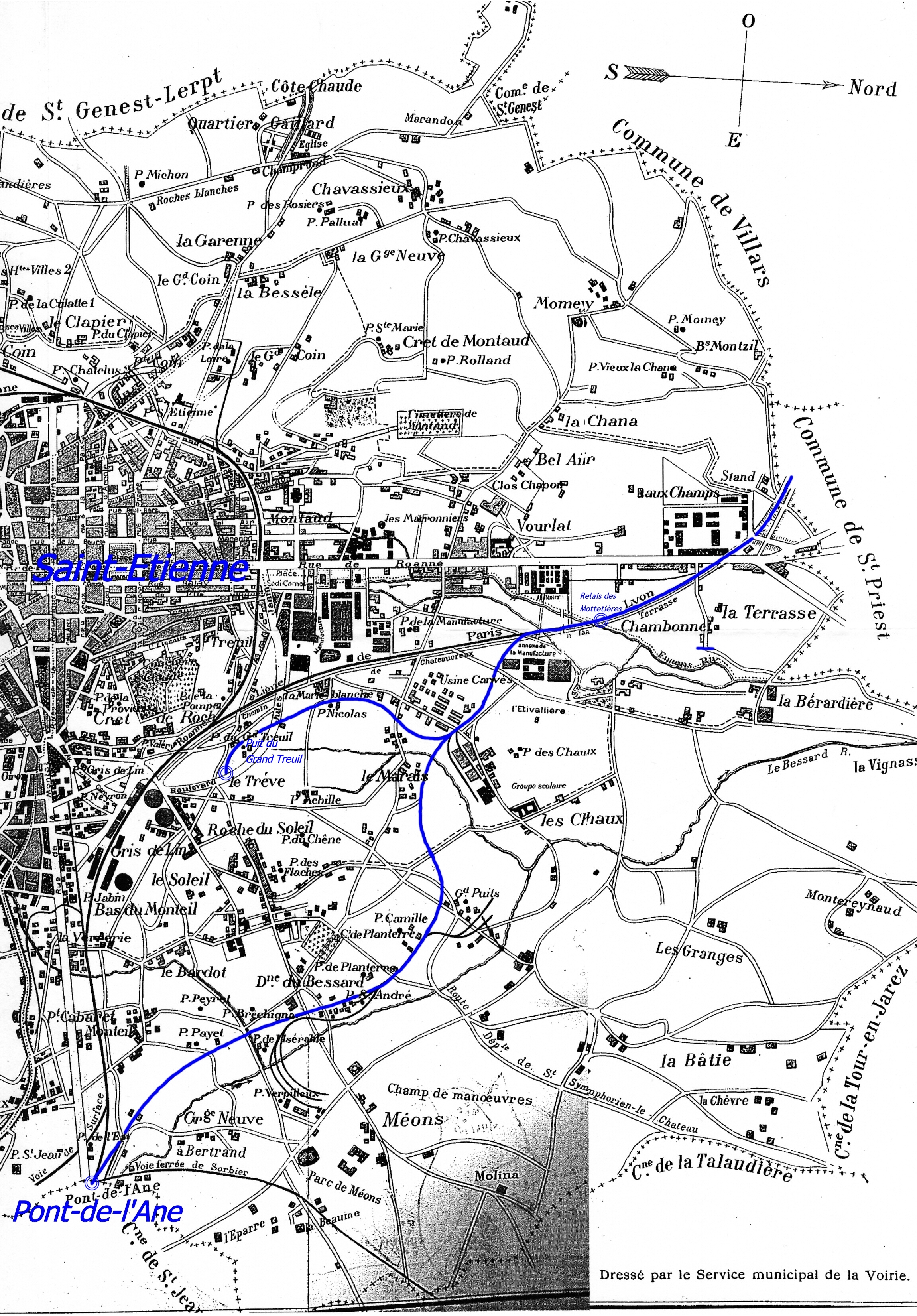
Carte des voies ferrées à Saint-Étienne en 1897 (en bleu le tracé subsistant de la ligne originelle)

Beaunier présenta le 8 décembre 1823 un mémoire sur le tracé proposé par la compagnie qui fut approuvé par ordonnance du 30 juin 1824.
Le tracé avait pour point de départ le Pont-de-l’Âne, hameau à la périphérie de Saint-Étienne situé sur la route royale de Lyon à Toulouse. Il traversait une première fois le Furan à l’usine des Mottetières, coupait la route de Roanne au Rhône, près du domaine de la Terrasse, poursuivait sur les coteaux de Bois-Monzil et de Curnieux. Il traversait à nouveau le Furan, près du moulin de Porchon, en suivait le cours sur la rive droite jusqu’au moulin Saint Paul, franchissait le ruisseau de Malleval. Il suivait le Furan en passant d’un côté à l’autre de la rivière jusqu’au moulin Thibaud pour arriver à Andrézieux où il se terminait en face du magasin Durand. Le tracé se dédoublait alors pour longer la Loire en une branche amont jusqu’au magasin Major et une branche aval jusqu’à la maison du pontonnier en traversant le Furan à son embouchure.
« De plus une branche partant du lieu du Marais, propriété de M. Thiollière-Dutreuil, se dirige du côté du Treuil, où elle dessert les exploitations de M. Jovin, et delà, remontant, au moyen d’un plan incliné, le plateau du Soleil et de Bérard, elle dessert les mines Major et Barlet, Didier, Berthon et Durand, et autres ; enfin, elle se termine à la route de Saint-Étienne à Lyon, en face de la Verrerie de Bérard. ».
Contrairement à ce que laisserait supposer le nom de la compagnie, le tracé du chemin de fer n’empruntait pas le territoire de la commune de Saint-Étienne.
La construction du chemin de fer suivit de quelques années l’ouverture de la partie nord de la route de Roanne au Rhône (par Feurs, Saint-Étienne, Annonay et Tournon), entre Saint-Étienne et Roanne. Antérieurement à cette nouvelle route, le chargement du charbon sur la Loire s’effectuait à Saint-Just-sur-Loire par Saint-Genest-Lerpt ; tracé comportant de fortes pentes, hantise des voituriers malgré les « renforts » de bœufs ou de chevaux. Ainsi dès 1824, le charbon de Saint-Étienne était embarqué à Andrézieux et non plus à Saint-Just-sur-Loire.

### Construction

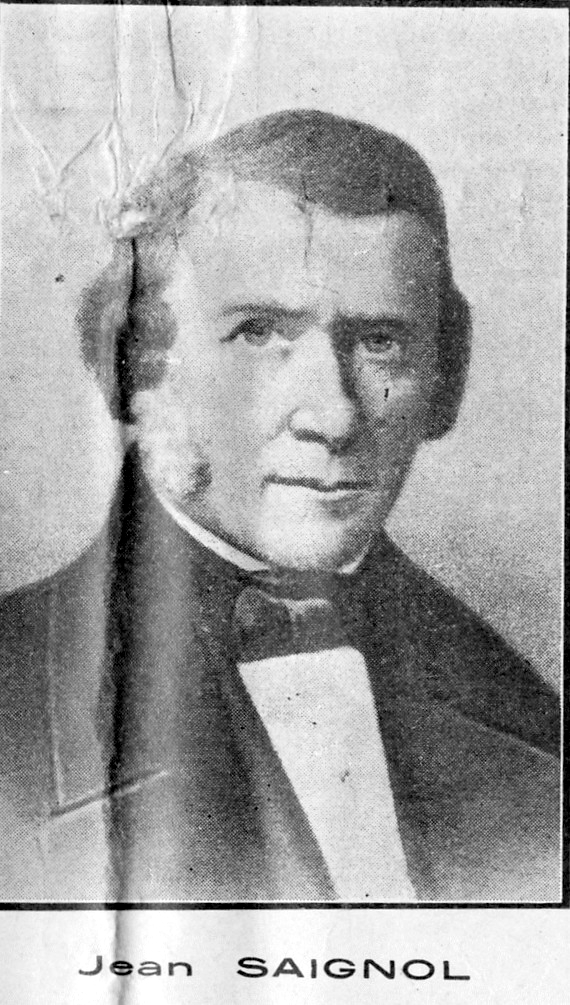
Jean Saignol chargé par Beaunier du détail du profil du chemin de fer d'Andrézieux.

« Pour mieux s’assurer du système de construction adopté, le directeur de la compagnie exécutante [Beaunier] a fait confectionner des portions de chemin de fer présentant toutes les circonstances qui se reproduiront dans l’exécution, telles que ligne droite, ligne courbe, passage d’une ornière dans une autre, ligne horizontale, ligne porteuse, etc. ». De même, « M. Beaunier a fait fabriquer le modèle en relief du chemin de fer qu’il exécute à St-Étienne. Il est déposé dans une salle de la caisse d’amortissement, où les savans et artistes peuvent aller le visiter. »
La construction débute en juillet 1825.
Par économie, la ligne est construite à voie unique de Saint-Étienne-Pont-de-l'Âne à Andrézieux-Port avec quelques voies d'évitement pour le croisement des convois.
La ligne est longue de 21,557 km, à savoir 17,924 km pour la ligne principale, 2,381 km pour l’embranchement du Treuil et 1,251 km pour les deux branches longeant la Loire à Andrézieux.
Le dénivelé entre Pont-de-l’Âne et Andrézieux est de 142 m. La pente moyenne est de 7,7 ‰ (mais aussi de 13,4 ‰ entre la Terrasse et le Porchon, et même 15,8 ‰ entre le clos Desjoyaux et la double voie du Porchon). Le plan incliné du Treuil est long de 150 m. La pente est continue tout le long de la ligne ; il n’y a pas de contre-pente.
La ligne est à voie unique avec garage (ou « croisière » selon la terminologie de l’époque) pour les croisements.
La ligne comporte une courbe de 57 m de rayon, une autre de 50 m, deux de 65 m et d’autres de 200 m et plus.

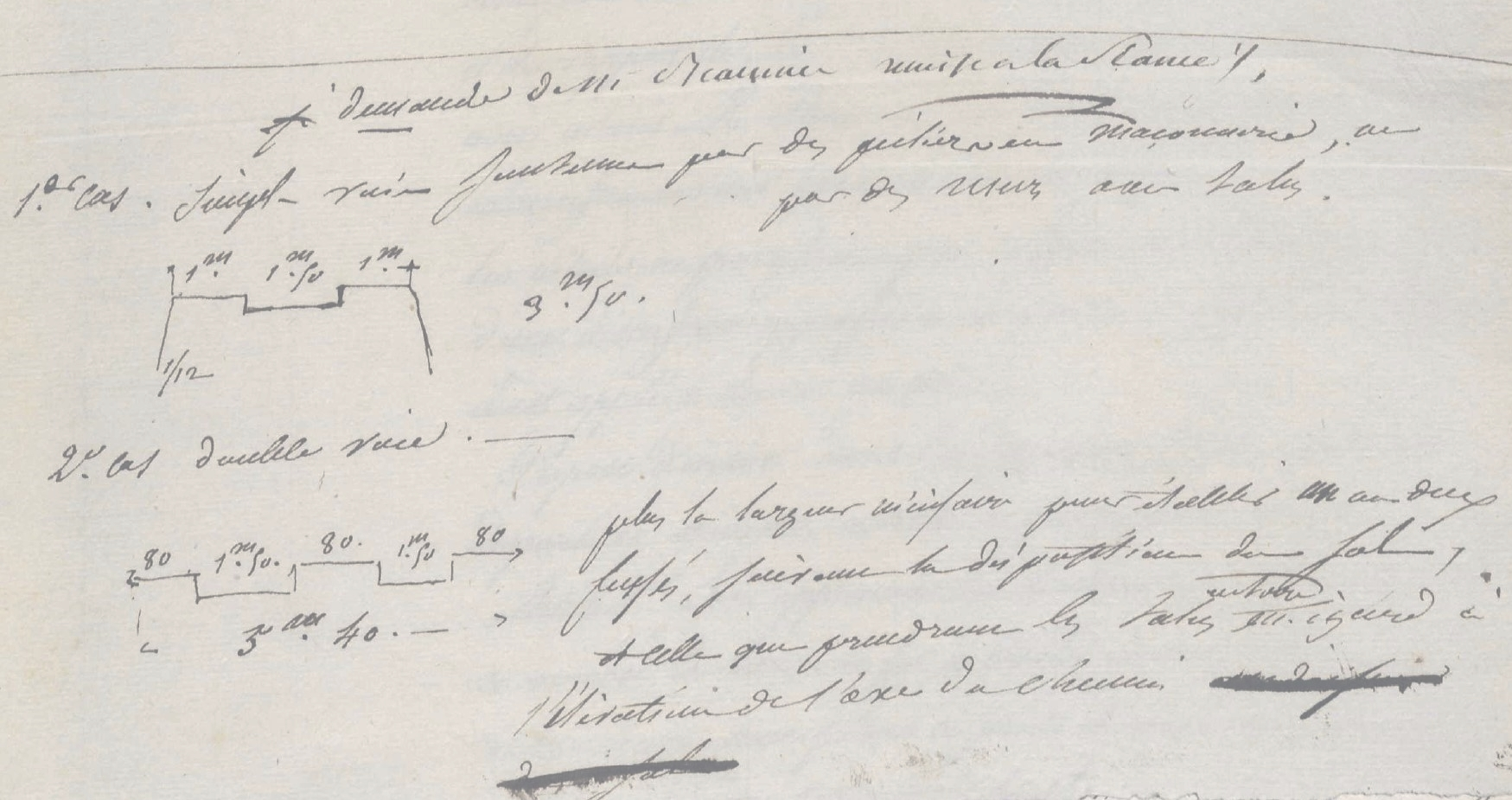
Demande de M. Beaunier remise en séance du Conseil général des ponts-et-chaussées relative à l'écartement de la voie (avril 1824).

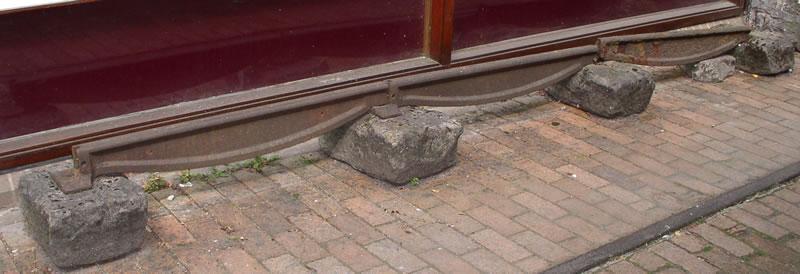
Rail en fonte à ventre de poisson reposant sur des dés en pierre.

L’écartement de la voie initialement fixé à 1,00 m est porté à 1,45 m. Les rails, en forme de ventre de poisson, sont en fonte, mesurent 1,20 m de longueur, dont 1,14 m de portée utile, et pèsent 23 kg/m. Ils sont tenus par des coussinets en fonte de 3 kg, espacés de 1,13 m, qui sont fixés sur des dés en pierre auxquels ils sont assemblés par une cheville en chêne. Dans les coussinets, les rails, coupés en biseau à leur extrémité pour se joindre l'un à l'autre, sont tenus par un boulon en fer qui traverse les joues du coussinet. «Leur assemblage [rails] a lieu par des souilles reposant sur des dés, et fixées avec des chairs ou coussinets également en fonte. ». Dans les courbes, on emploie des rails de 0,95 m de longueur. Les rails ne peuvent supporter plus de 4,5 à 5,0 tonnes sans détérioration.

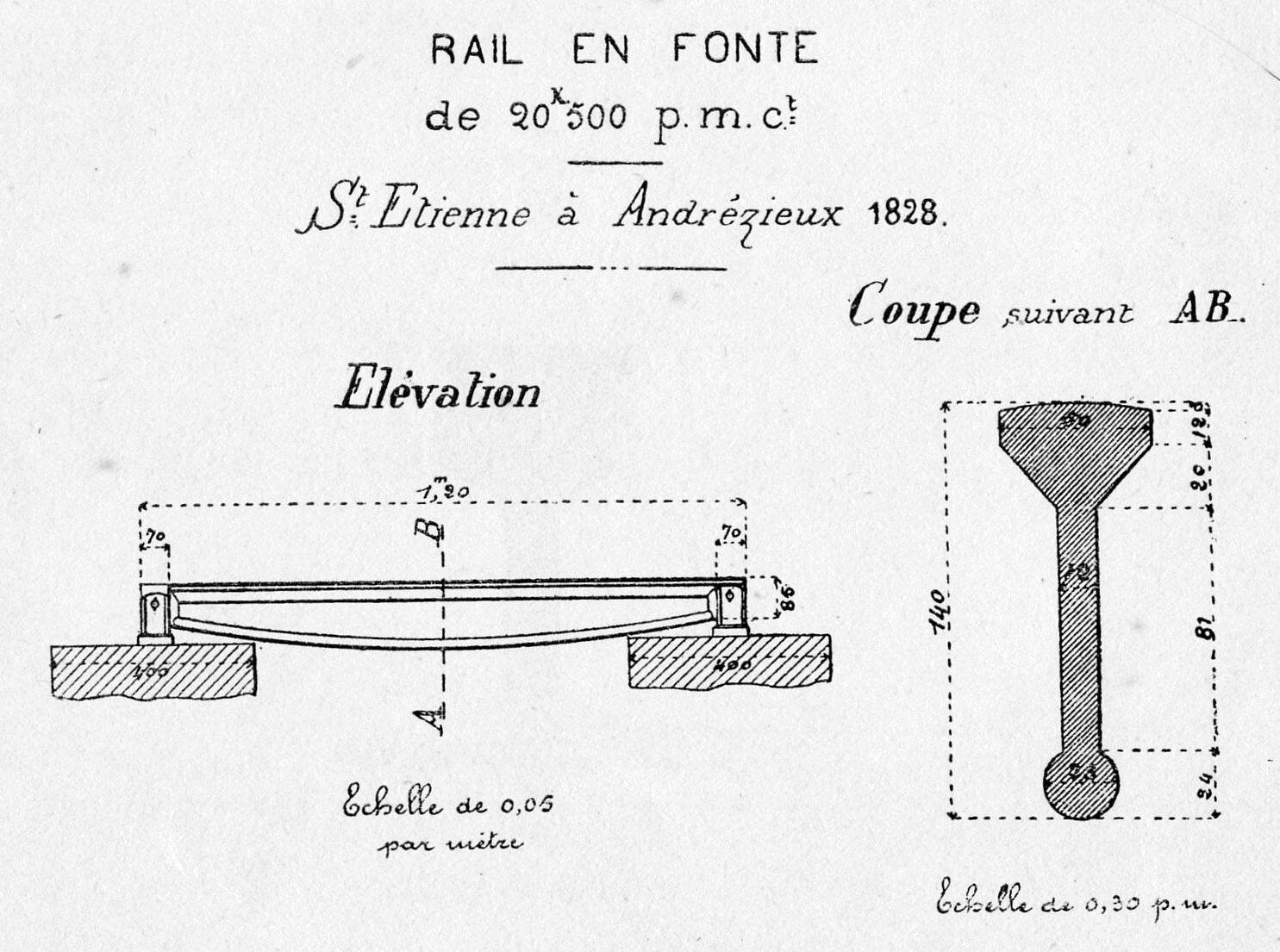
Profil en long et en coupe du rail en ventre de poisson utilisé à l’origine sur la ligne St-Étienne - Andrézieux.

Les rails en fonte ont occasionné des incidents voire des accidents, en effet «le passage répété des wagons provoque un effritement du métal ; la fonte s’écaille, se casse parfois.». La voie elle-même présente des imperfections ; « L’emploi de dés en pierre, sans entretoise, ne maintien pas entre les rails un écartement rigoureux et uniforme, surtout dans les courbes, entraînant ainsi déraillements inévitables. ». De plus, le gel en hiver fait éclater les dés de pierre et fissurer les rails en fonte. Autant de raisons qui conduisent à renouveler la voie par la pose, en 1837, de rails en fer laminé de 18 kg/m et de 5 m de longueur encore posés sur des dés mais aussi partiellement sur des traverses.
Plusieurs ouvrages d’art sont construits ; pont en pierre, pont en bois avec pile en maçonnerie, murs de soutènement.
La traction des convois se fait au moyen de chevaux (traction hippomobile).

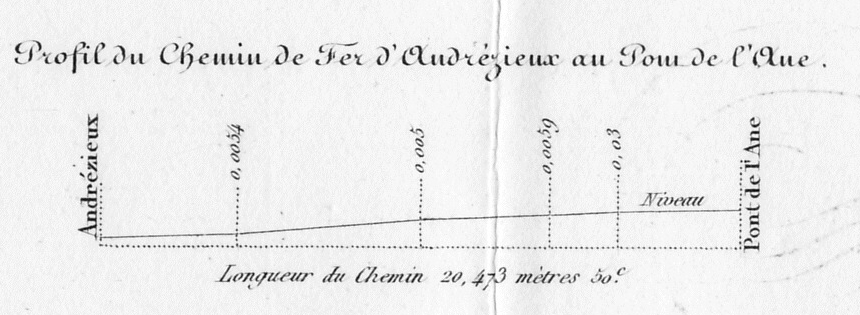
Profil en long de la ligne.

L’assemblée générale de 1826 indique que les terrassements seront achevés en avril prochain, les travaux de maçonnerie fort avancés seront complétés au mois de juillet, toutes les fontes ont été achetées et la pose des « barreaux » débutera au mois d’avril. Une grande partie du chemin de fer sera praticable à la fin de l’hiver pour être livré au public au commencement de 1827. Les dépenses sont supérieures au devis en raison du prix excessif des terrains, des matériaux, de la main d’œuvre et surtout de la fonte.
L’assemblée générale du 18 février 1827 annonce l'ouverture du chemin de fer à l’été. Au 1er janvier 1827, les rails sont posés à l’exception de la section de 2 500 m entre La Rejaillère et Andrézieux. Les terrassements sont achevés, excepté sur l’embranchement du Treuil à la Verrière et sur les voies basses le long de la Loire à Andrézieux. Les ouvrages d’art sont terminés à l’exception du plan incliné du Treuil et du pont à l’embouchure du Furens (Furan) à Andrézieux. Parmi les ouvrages d’art, on compte douze ponts de 10 à 25 m de longueur sur le Furan, cinq ouvrages en maçonnerie et charpente de 107 à 150 m de longueur pour le franchissement du Furan et ses affluents, des aqueducs pour recueillir l’eau de ruissellement, des murs de soutènement et « d’entaille des rochers ». En outre, il faut dénombrer des maisons de cantonniers et de recettes.
Le chemin de fer a été construit à l’économie en raison du faible bénéfice espéré résultant d’un tonnage de houille transportée modéré consécutivement à l’absence de canalisation de la Loire qui aurait permis l’exportation d’un volume de houille bien plus important. Pour réduire les dépenses, le chemin de fer adopte des solutions non dénuées d'inconvénients (forte pente, courbes de faible rayon, usage de la gravité à la descente), et épouse au plus près le relief du terrain en évitant les ouvrages d’art. De plus, le renchérissement de la fonte en 1825-1826 (de 35 F à 50 F la tonne) pèse sur les dépenses d’établissement.
Mais les imperfections techniques résultent aussi de l’inexpérience des constructeurs, en raison des conditions technologiques de l’époque, parfois aléatoires.

### La première en Europe continentale
La ligne est la première voie ferrée créée en Europe continentale. En effet, une autre ligne européenne dont les travaux furent contemporains de ceux de la ligne de Saint-Étienne à Andrézieux, celle du Budweis-Linz-Gmunden, ne fut mise en service officiel qu'en septembre 1827,.

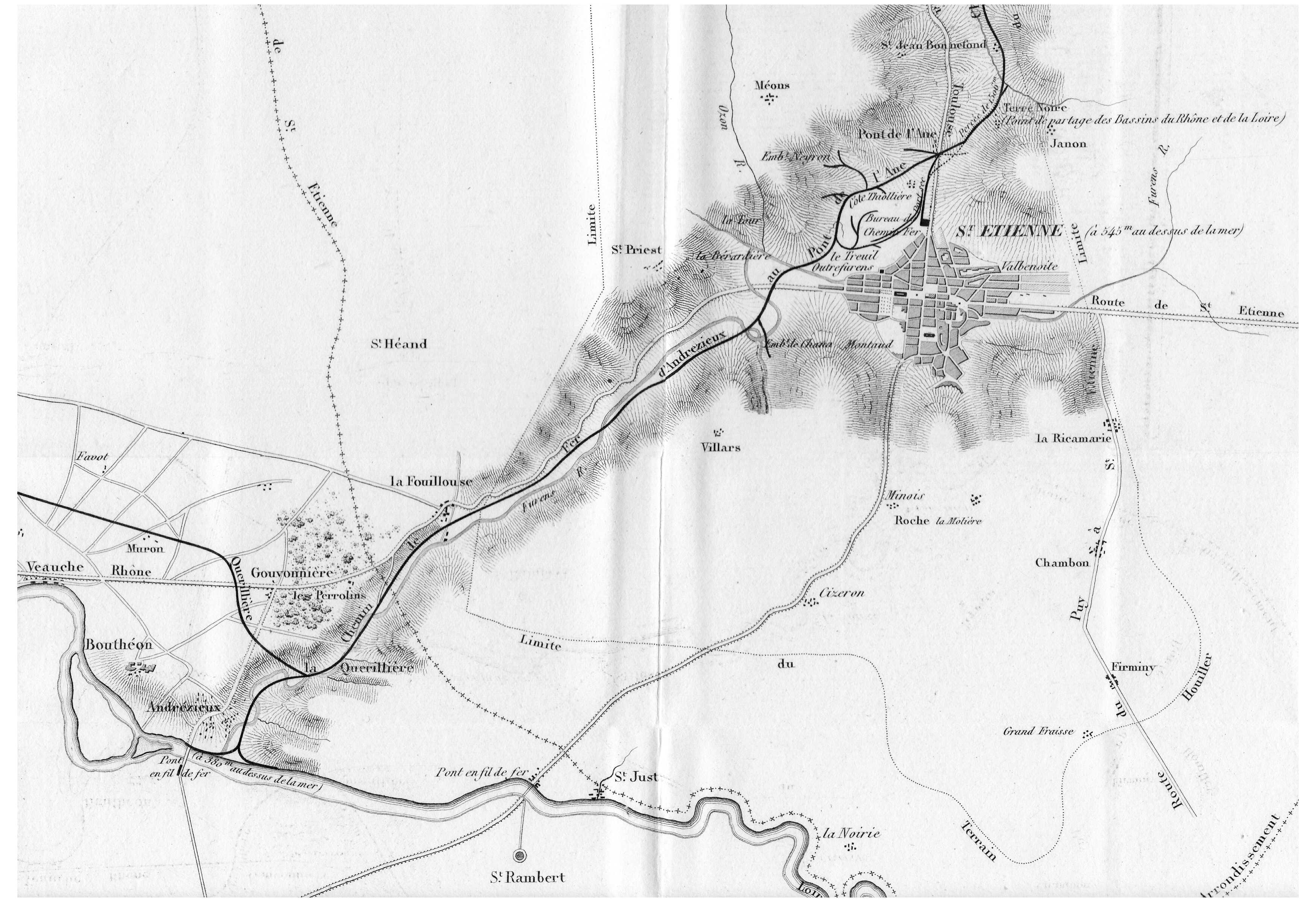
Carte du chemin de fer Saint-Étienne - Andrézieux (1837).

La ligne est utilisée dès le 1er mai pour essai[réf. nécessaire] et la première utilisation commerciale a lieu le 30 juin 1827. L'ouverture dite officielle le 1er octobre 1828 n'a jamais eu lieu, ni d'ailleurs aucune inauguration. Cette date ne concerne que le premier exercice comptable complet. 
La première ligne est uniquement destinée aux marchandises dans des wagons appelés chariots tractés par des chevaux,. Au retour, ils transportent du gravier, du sable et de la chaux. Il faut noter toutefois un inconvénient majeur de ce projet, qui tient au fait que la Loire n'est navigable à Andrézieux qu'à la descente et seulement pendant quelques semaines dans l'année. En conséquence les bateaux qui assurent la liaison aval de la ligne de chemin de fer, les rambertes, ne remontent pas. À leur terminus, ils sont alors vendus à très bas prix[réf. nécessaire], ce qui grève lourdement le prix du charbon transporté. 

### Les premiers voyageurs
Le 22 août 1827, après avoir séjourné à Saint-Etienne, la comtesse Bertrand (femme d’Henri Gatien Bertrand, général du Premier empire) emprunte le chemin de fer jusqu'à Andrézieux afin de se rendre à Montbrison, devenant ainsi la première personnalité à effectuer un voyage ferroviaire sur le continent.
Le 17 novembre 1830, le prince Ferdinand-Philippe d'Orléans et sa suite ont parcouru la ligne entre le « port sec » des Mottetières et le plan incliné du Treuil.
Le 1er mars 1832, la ligne est ouverte aux voyageurs. Elle reste à traction animale à trois lieues à l'heure jusqu'en 1844, date à laquelle la compagnie achète deux locomotives à vapeur Schneider (La Loire et Le Furens) avec, jusqu'en 1845, une traction « mixte » vapeur pour les marchandises, animale pour les passagers.

### Modification du tracé
Depuis juin 1833, la ligne est en communication avec celle de Saint-Étienne à Lyon au Pont-de-l’Âne et depuis décembre 1833 avec celle d’Andrézieux à Roanne à la Quérillière commune de Saint-Just-sur-Loire à 2 300 m en amont d’Andrézieux.
En 1838, un embranchement est construit partant des « voies basses » à Andrézieux et desservant un dépôt de buttes de bois que la compagnie avait acheté. Cet embranchement occasionna des difficultés avec la commune).
En 1840, le tracé est modifié au passage des courbes d’Avernay et à la Fouillouse.
En 1844, on autorise la modification par Outre-Furan au lieu-dit du Marais, à La Fouillouse, à la courbe d’Avernay, à Saint-Just et Andrézieux (au lieu-dit de la Roche).

## La ligne d'Andrézieux au Coteau

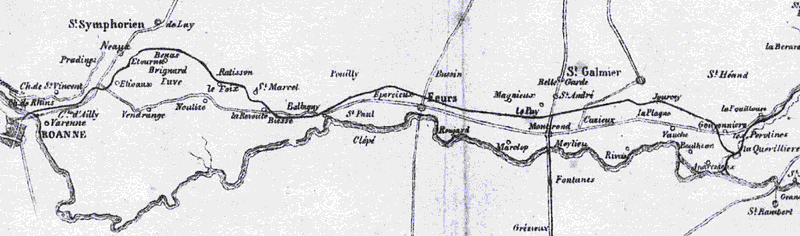
Carte d'Andrézieux – Le Coteau (Roanne) en 1833, y compris la traversée de la Loire sur le Pont de Pierre qui fut interdite par le conseil de Roanne.

Pour transporter le charbon stéphanois, la ligne d’Andrézieux au Coteau (situé face à Roanne, de l'autre côté de la Loire. Mais l'arrivée de la ligne, en rive droite, est néanmoins sur le territoire de Roanne. Ce quartier, celui des Varennes, appartient toujours à Roanne) est construite au début des années 1830 par la Compagnie du chemin de fer de la Loire de Mellet et Henry. Dans la plaine du Forez, elle contourne par l'est les villes de Veauche, Montrond-les-Bains, Feurs et Balbigny. À partir de là, une succession de quatre plans inclinés permet de franchir le seuil de Neulise (le bâtiment qui abritait le treuil à vapeur du premier plan incliné, à Biesse, est toujours bien visible depuis la route RD 1082 qui en emprunte le tracé sur 1,3 km. D'autres vestiges de cette première ligne sont assez facilement visibles vers Neulise, Saint-Marcel-de-Félines et surtout Saint-Symphorien-de-Lay et Neaux). La ligne rejoint la vallée du Gand en dessous de Saint-Symphorien-de-Lay puis celle du Rhins où son tracé sera repris par la ligne Roanne – Lyon en 1869. À chaque plan incliné, le convoi montant attend un convoi descendant pour faire contrepoids. Ces attentes sont peu compatibles avec un transport de voyageurs qui se développe pourtant dès août 1832 en plaine et à partir du 15 mars 1833 sur tout le parcours.

### La reconstruction des années 1850

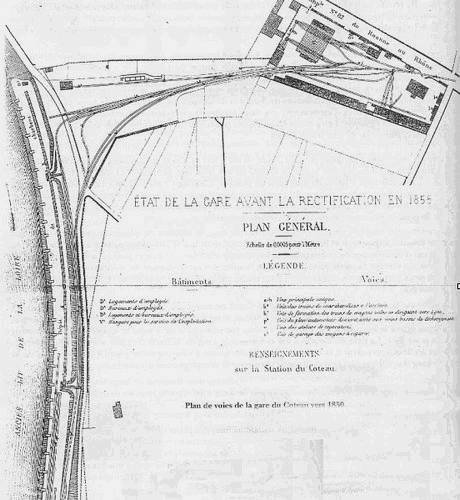
Gare et port du Coteau avant 1857.

En 1857, la ligne Andrézieux - le Coteau est restructurée afin de permettre l'exploitation par des trains plus lourds et plus rapides. La traversée du seuil de Neulise est abandonnée : c’est la première voie ferrée déclassée en France. À partir de Balbigny, la voie suit le fleuve jusqu’au Coteau en empruntant six tunnels.
Le pont sur la Loire entre le Coteau et Roanne est ouvert en 1858.

## Mémoire
Jules Janin, natif de Saint-Étienne, fit une courte description du chemin de fer en 1829, « une des merveilles du monde […], deux lignes de fer [qui] parcourent avec la rapidité de l'éclair quarante lieux de poste ; elles uniront le Rhône et la Loire, […] elles feront de Saint-Etienne un entrepôt universel ».
En 1887, une initiative privée voulut célébrer le cinquantenaire des chemins de fer français en référence au chemin de fer de Paris à Saint-Germain, oubliant l’antériorité du chemin de fer de Saint-Étienne à la Loire. Les compagnies de chemins de fer de l’époque refusèrent de s’associer à cette initiative. Le centenaire fut fêté par la compagnie PLM le 12 juin 1927 avec érection d’un monument commémoratif. Le cent-cinquantième anniversaire fut célébré les 11 et 12 juin 1977 par des associations d’amateurs ferrophiles qui organisèrent un train spécial de Saint-Étienne à Andrézieux.
La numismatique ferroviaire a gardé le souvenir de la ligne de chemin de fer de Saint-Étienne à la Loire par la frappe d’une médaille commémorative de la ville d’Andrézieux-Bouthéon.
Il existe une lithographie intitulée « Vue prise du chemin de fer de St Étienne à Andrézieux. St Rambert » et issue de l’ouvrage d'Auguste Victor Deroy et Charles Motte « Les rives de la Loire dessinées d’après nature et lithographiées », paru en 1836. Ce document montre une portion du chemin de fer près de son terminus avec notamment une double voie, des chevaux, des wagons de charbon, un stock de charbon transporté à la brouette vers le fleuve et enfin un curieux édifice sur deux niveaux à usage indéterminé. Dans des réemplois postérieurs, il arrive que ce visuel soit légendé, par erreur, « gare de Saint-Rambert » et parfois même « gare de la Quérillère ».

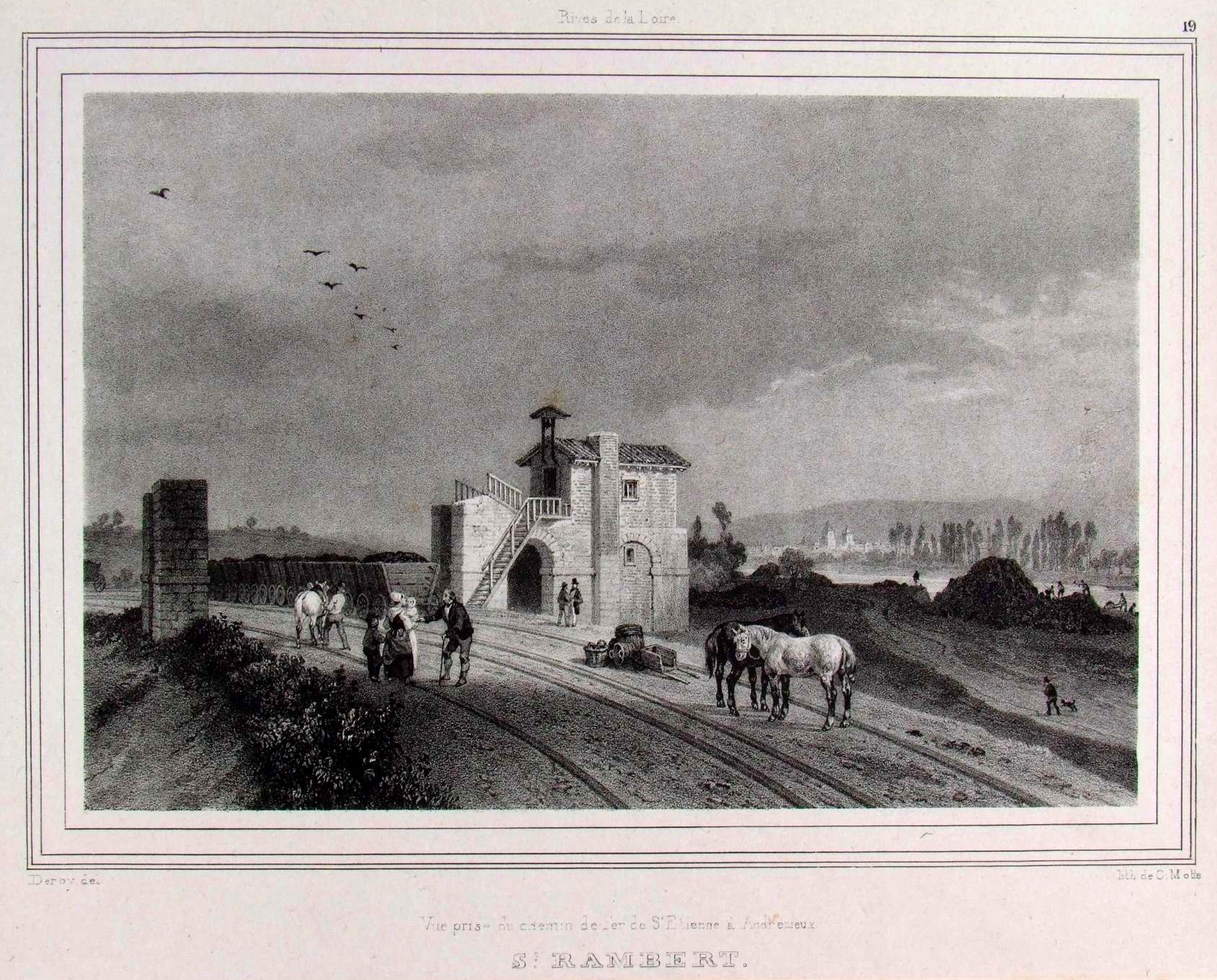
Le chemin de fer de Saint-Étienne à Andrézieux vers 1836.

À Saint-Just-Saint-Rambert, le "Chemin des canaux secs" suit une partie du tracé de la première ligne.
À Andrézieux-Bouthéon, plusieurs éléments perpétuent la mémoire de la première ligne de chemin de fer : une rue de la commune qui rappelle sa date d'ouverture mais à une date légèrement antérieure (18 juin 1827 au lieu du 30 juin) ; une fresque murale de 81 m2, réalisée en 1994 (rue Charles de Gaulle) ; une plaque apposée sur l'ancienne gare d'Andrézieux Port (boulevard Jean Jaurès) et une statue de la Vierge (avenue de Saint-Etienne) associée au chantier de construction de la première ligne. Dans le cimetière d'Andrézieux, la pierre tombale de l'ingénieur de la Compagnie Pierre Louis Gillet (1805-1866) commémore également la première ligne.

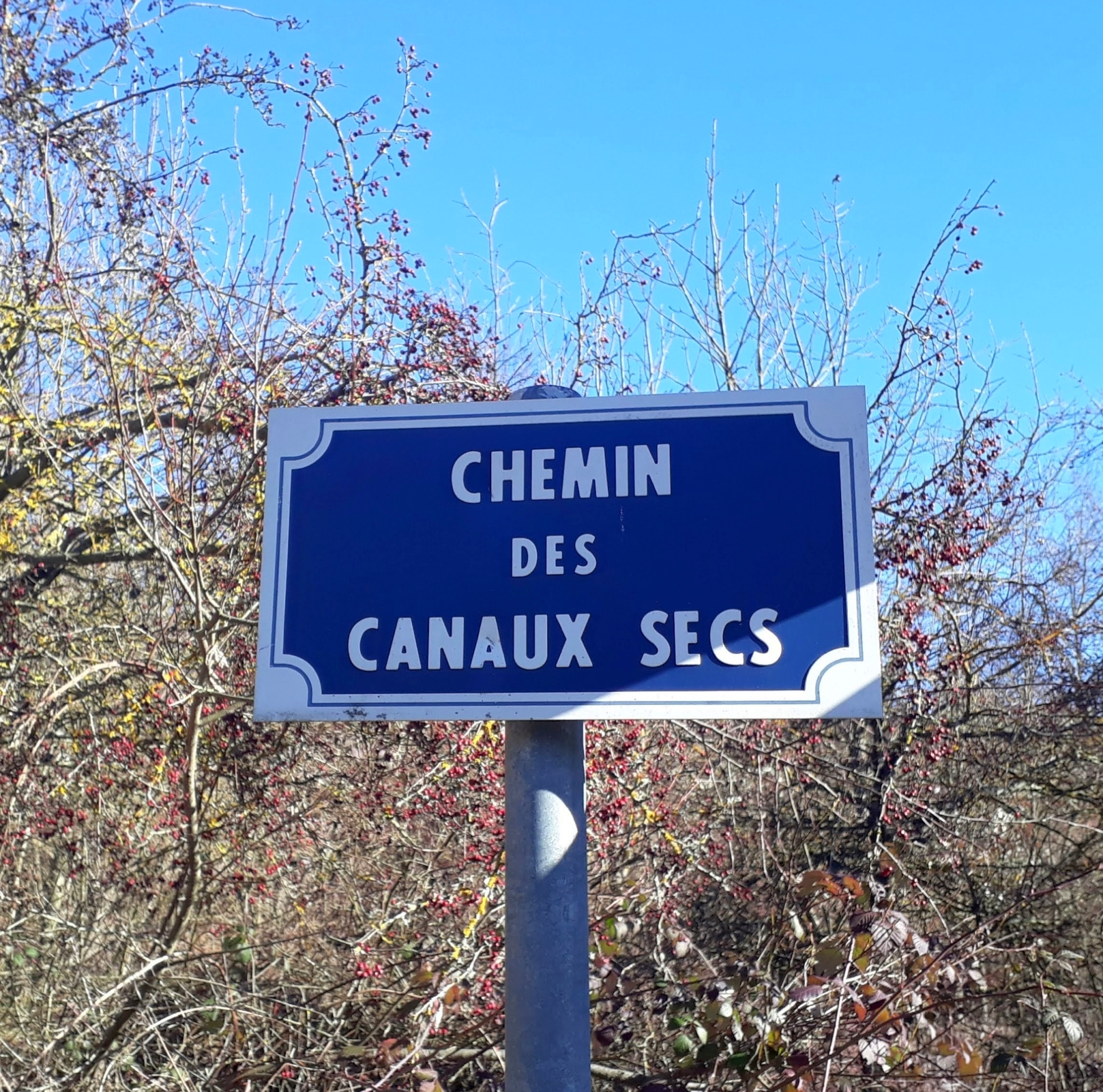
Chemin des canaux secs (Saint-Just-Saint-Rambert).
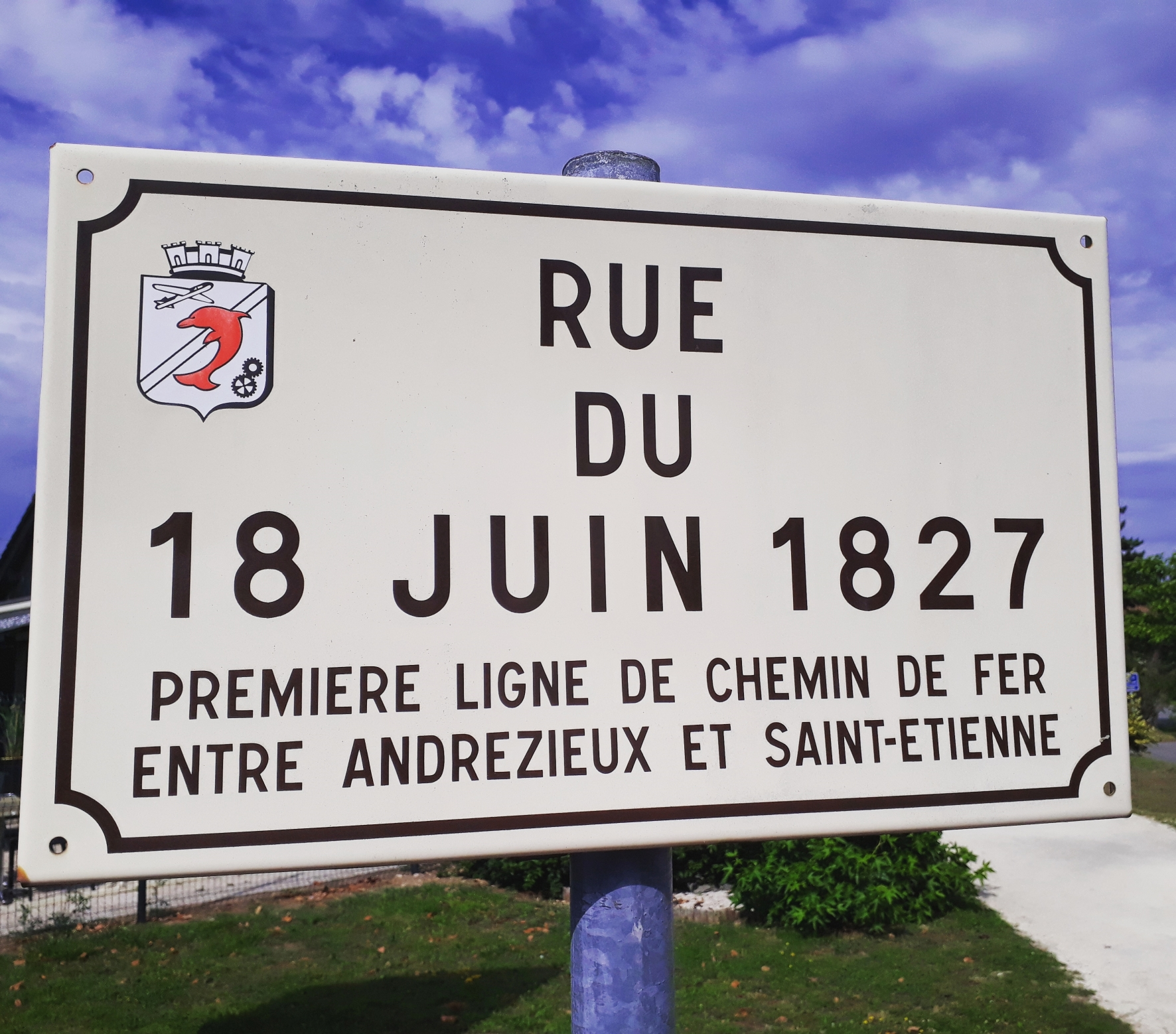
Rue du 18 juin 1827 (Andrézieux-Bouthéon).
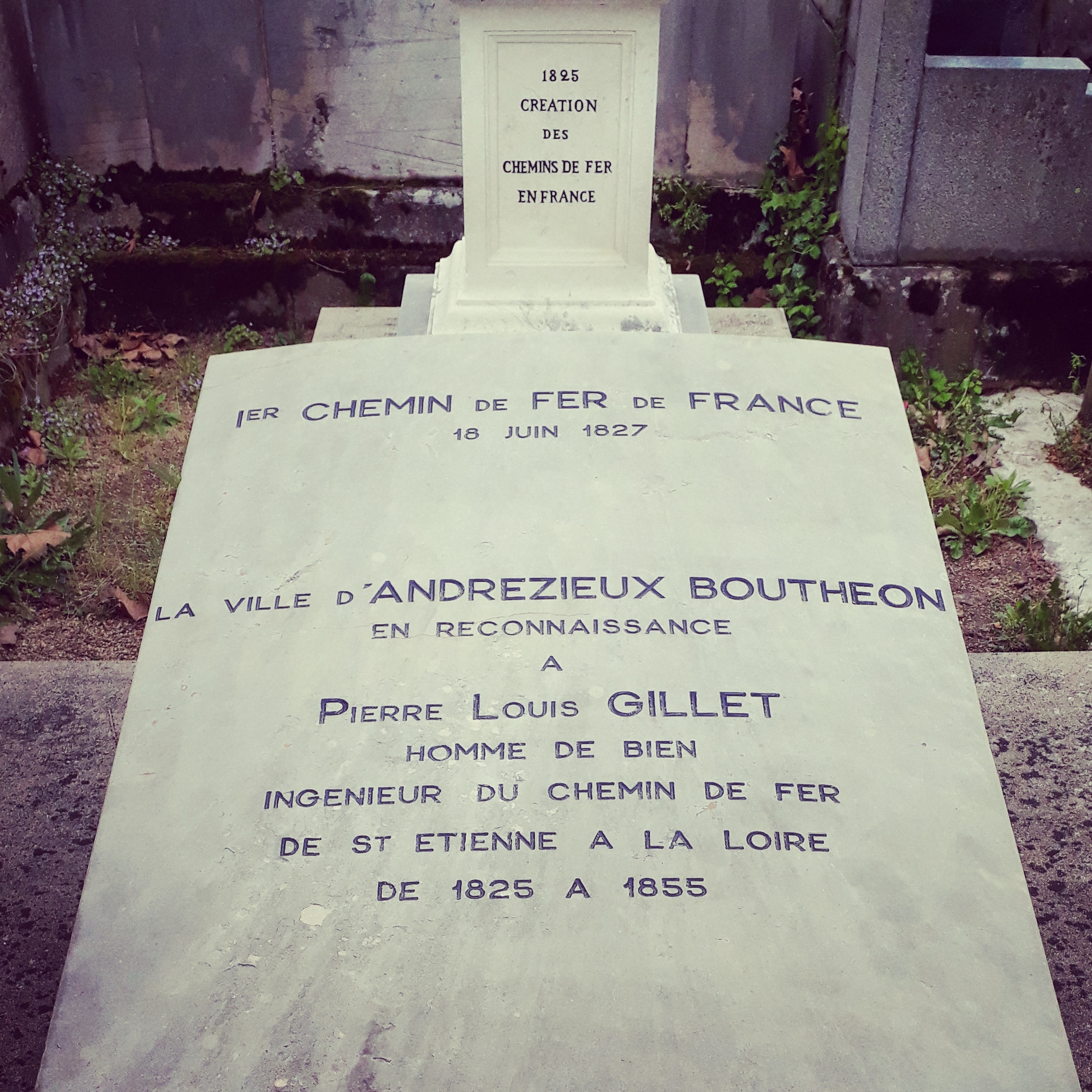
Pierre tombale de l'ingénieur Gillet (Andrézieux).
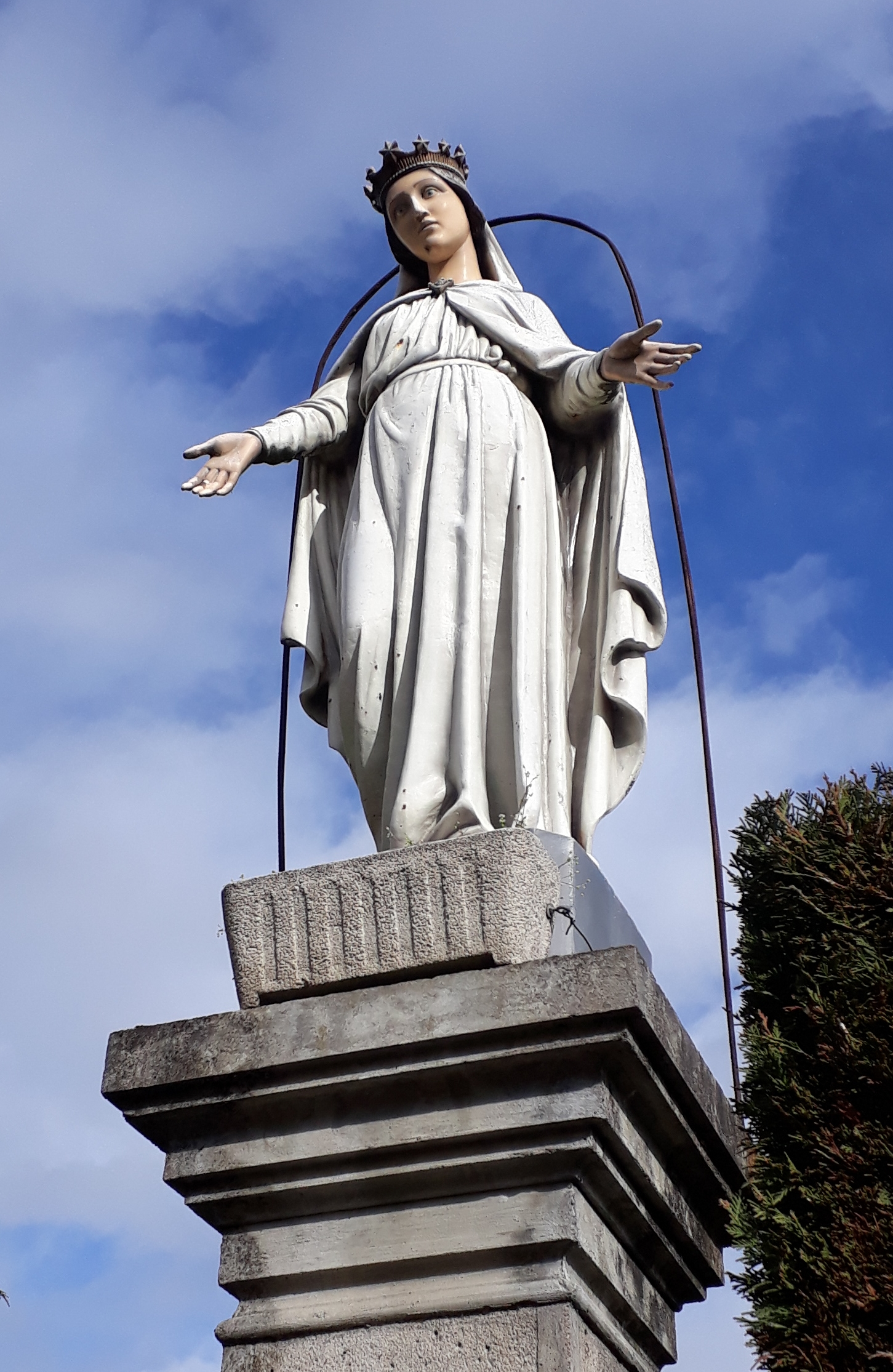
Vierge (Andrézieux).

## Vestiges
Il subsiste de nos jours quelques éléments de la voie, dont le pont du Bois-Monzil, à la limite entre les communes de Villars et de Saint Priest-en-Jarez ; c'est le plus ancien pont ferroviaire d'Europe continentale,. Il est classé au titre des monuments historiques dans le département de la Loire. Subsiste également une portion du tracé de la voie à Andrézieux, secteur des voies basses (en bord de Loire : pont des magasins et rues Riboulon et du confluent), ainsi qu'à Saint Just-sur-Loire, avec le pont sur le Furens (sur la CPA ci-dessous, le pont d'origine subsiste avec sa pile intermédiaire au milieu du fleuve, qui n'existe plus de nos jours sous le tablier reconstruit) et le chemin des canaux secs.
Un rail à ventre de poisson de la première ligne était exposé au Musée du vieux Saint-Étienne mais depuis la fermeture de cet établissement en 2018, l'objet est conservé dans les réserves du Musée d'Art et d'Industrie de Saint-Étienne. En 2019, M. Georges Michel, riverain du Furan à Saint-Just-Saint-Rambert, découvre dans son jardin un rail à ventre de poisson et le donne à la commune d'Andrézieux-Bouthéon pour être exposé au sein de son futur centre d'interprétation de la première ligne de chemin de fer, "L'Aventure du Train",.

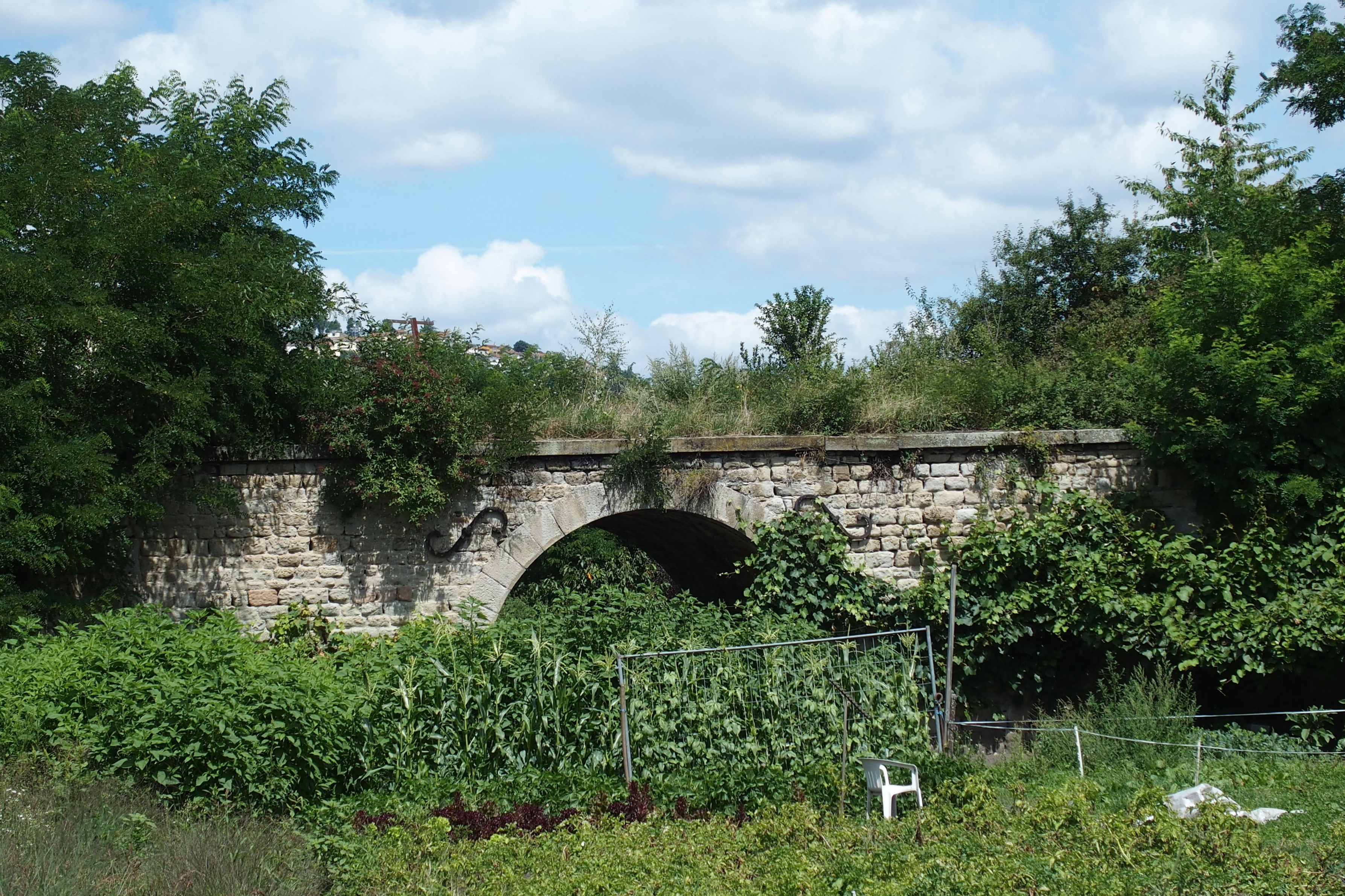
Saint Priest-en-Jarez, le pont du Bois-Monzil.
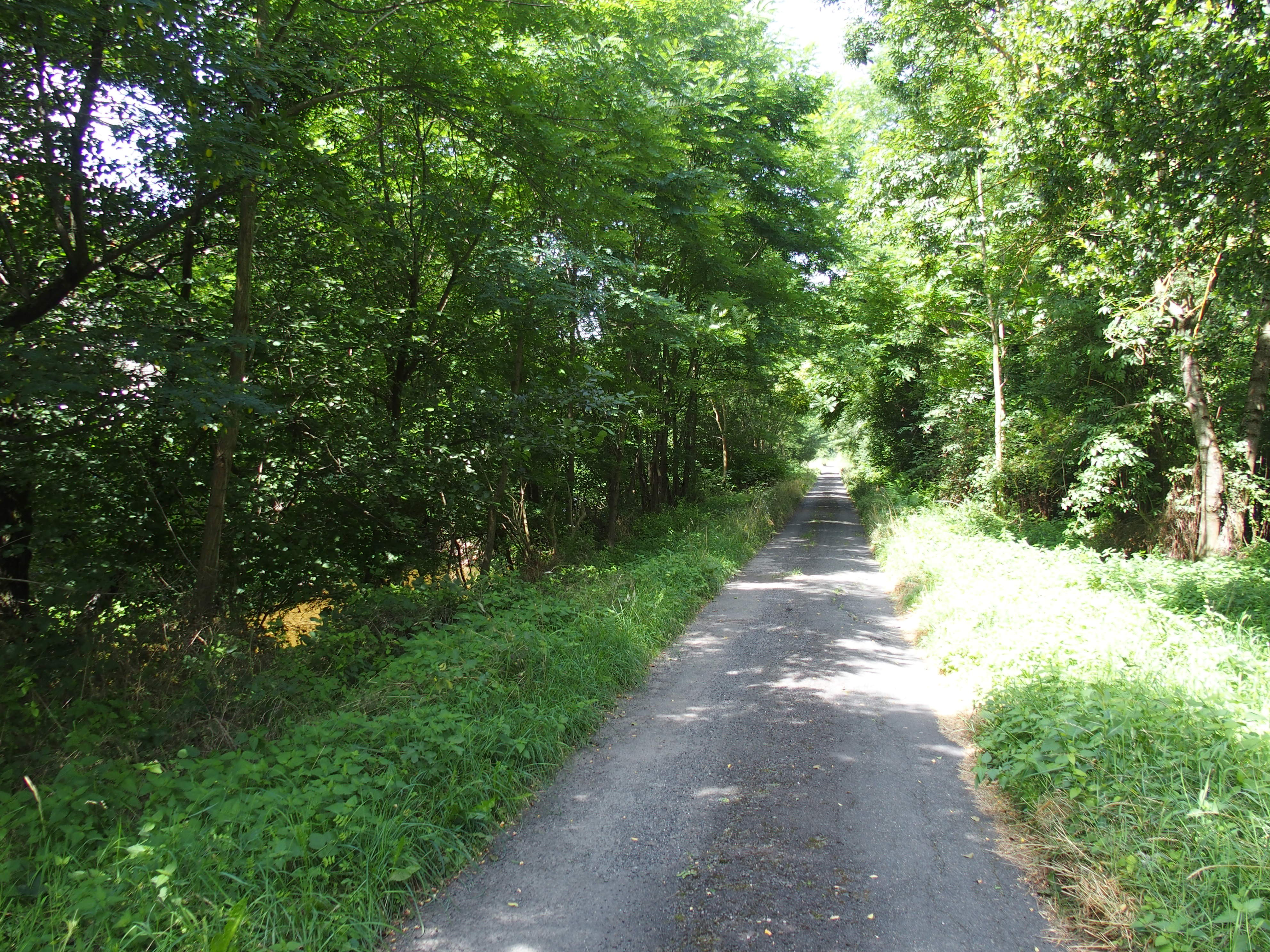
Saint Just-sur-Loire, chemin des canaux secs, le long du Furens (avant le pont ancien).
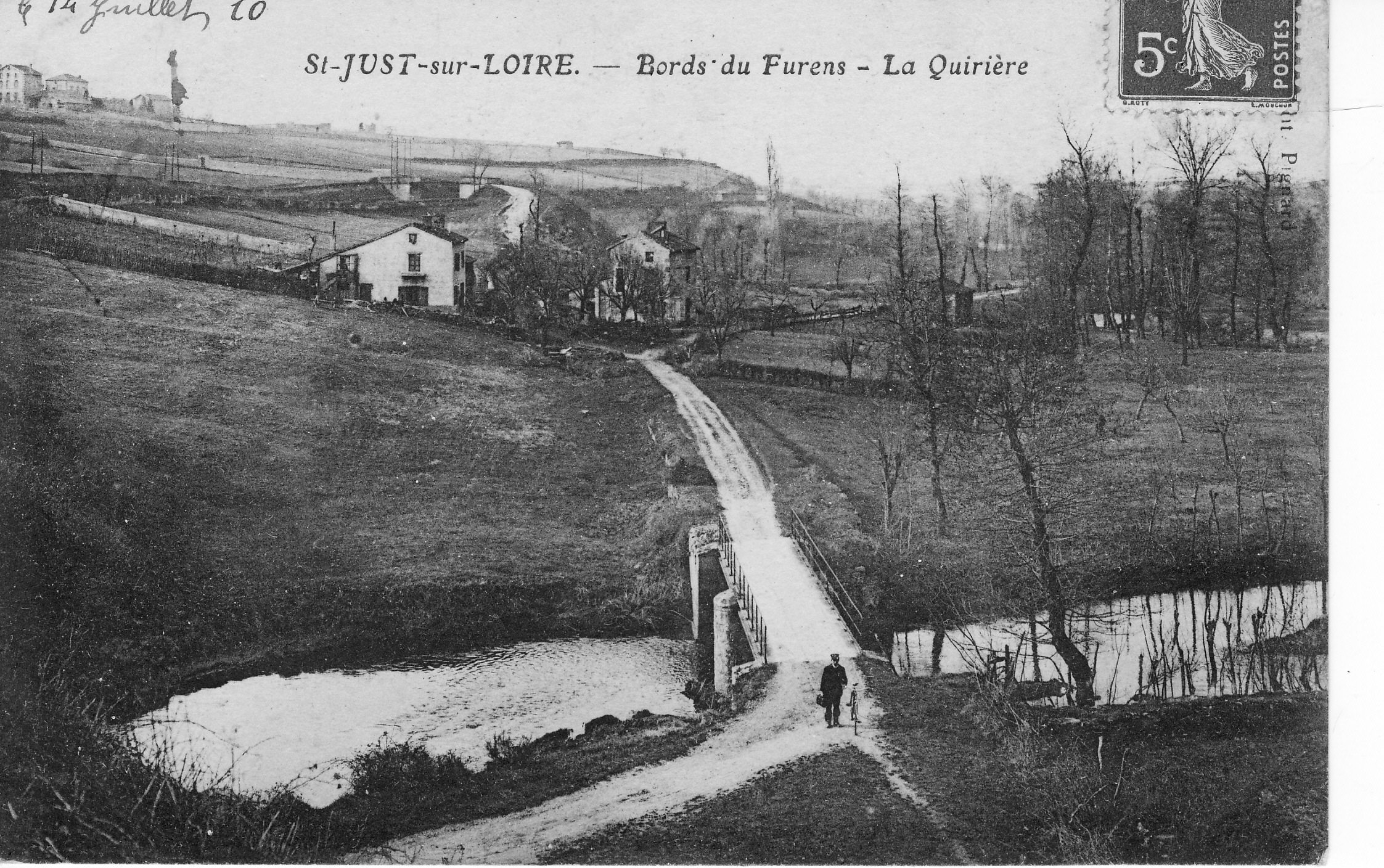
Saint Just-sur-Loire, pont ancien sur le Furens à La Quérillère (arrivant en bas à gauche longeant le Furens, la voie ferrée franchissait le pont puis, au-devant des maisons au loin, obliquait à droite vers Andrézieux).
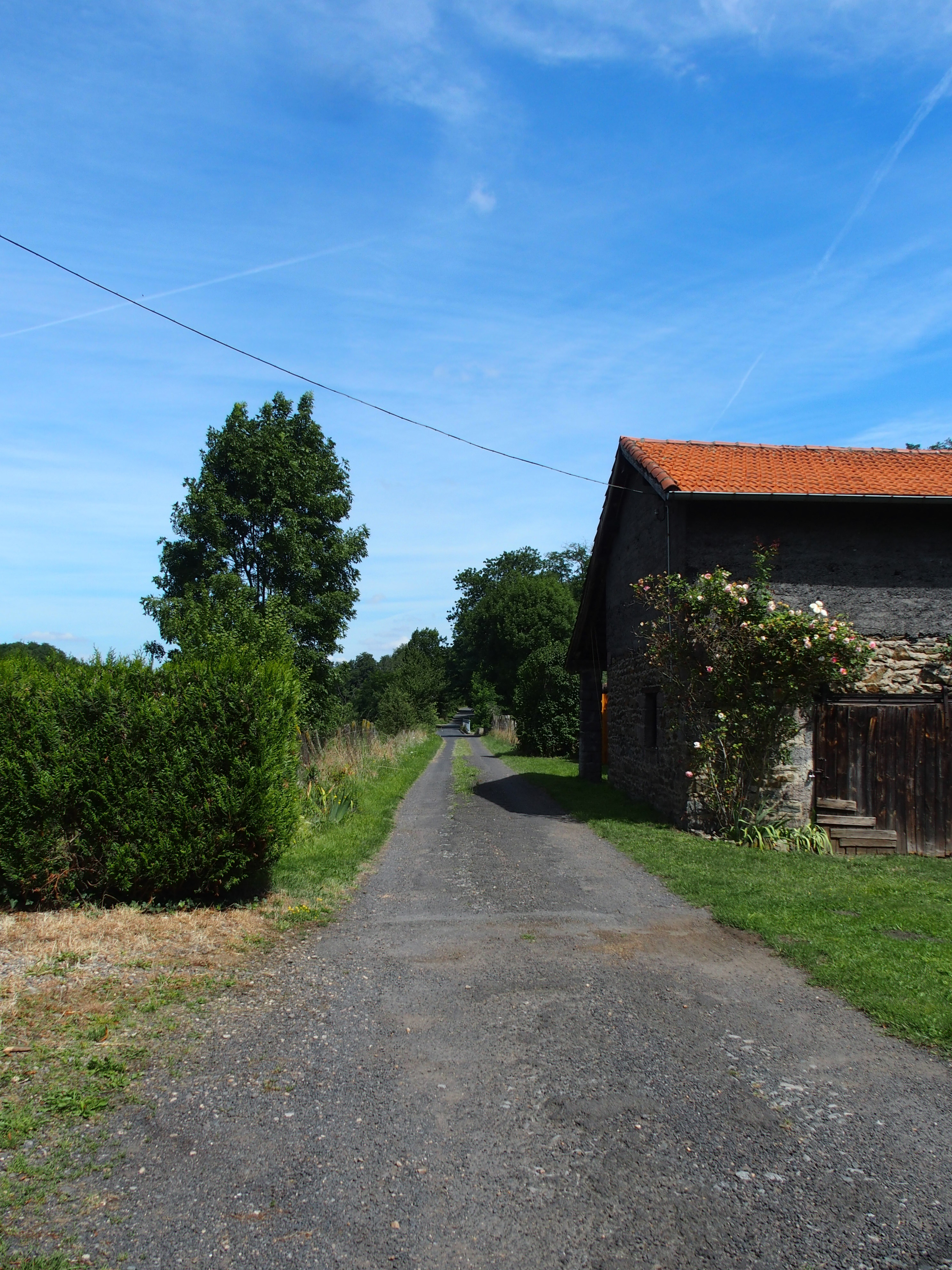
Saint Just-sur-Loire, après le pont ancien la voie se dirigeant vers Andrézieux (au loin, amorce à droite de la montée vers La Quérillère).
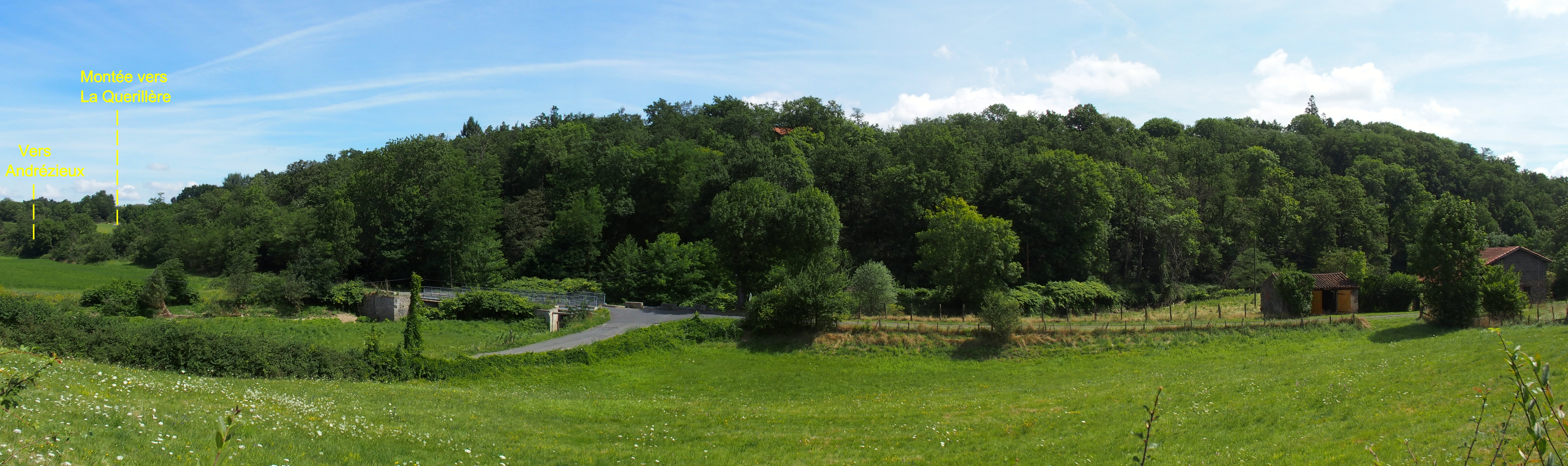
Saint Just-sur-Loire, panorama de la ligne le long du Furens (après le pont ancien à droite).
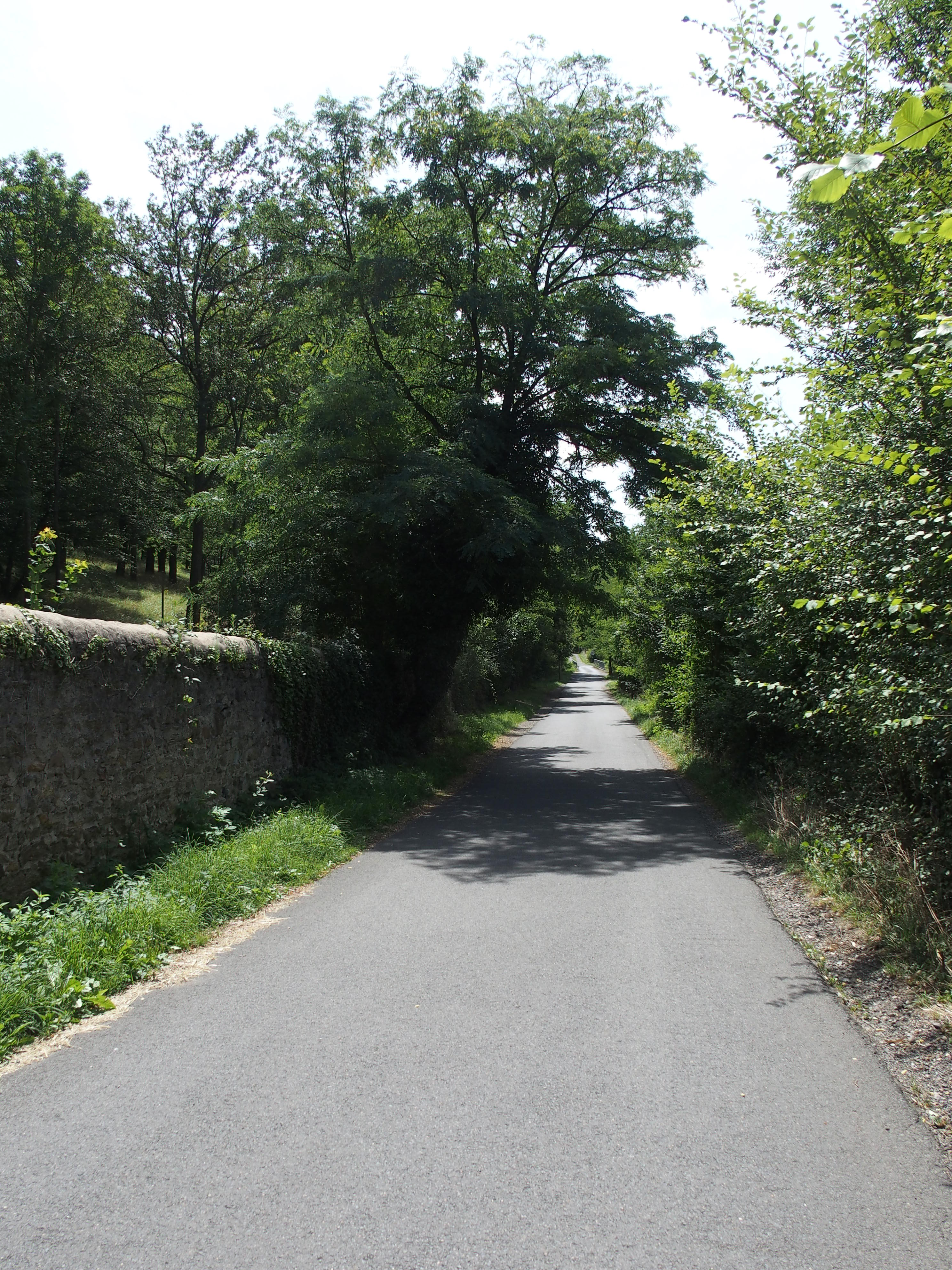
Saint Just-sur-Loire, partie basse de la montée vers La Quérillère (en bas à droite juste avant le second pont moderne, la ligne se dirige vers Andrézieux le long du Furens).
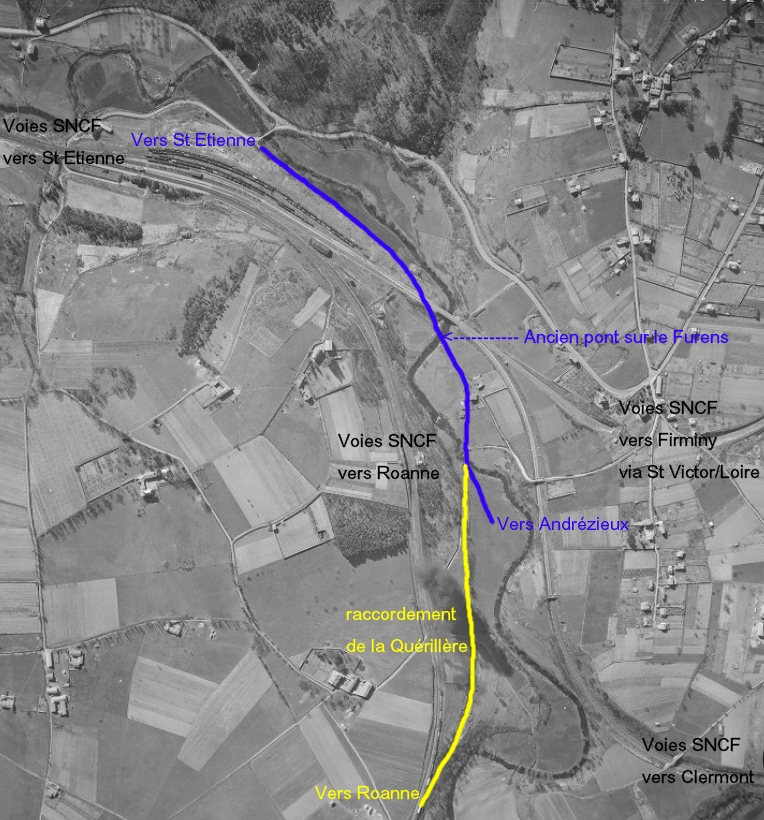
Vue aérienne St Just-sur-Loire (tracés en bleu du CDF Saint-Étienne à la Loire et en jaune du raccordement de la Quérillère avec le CDF de la Loire).
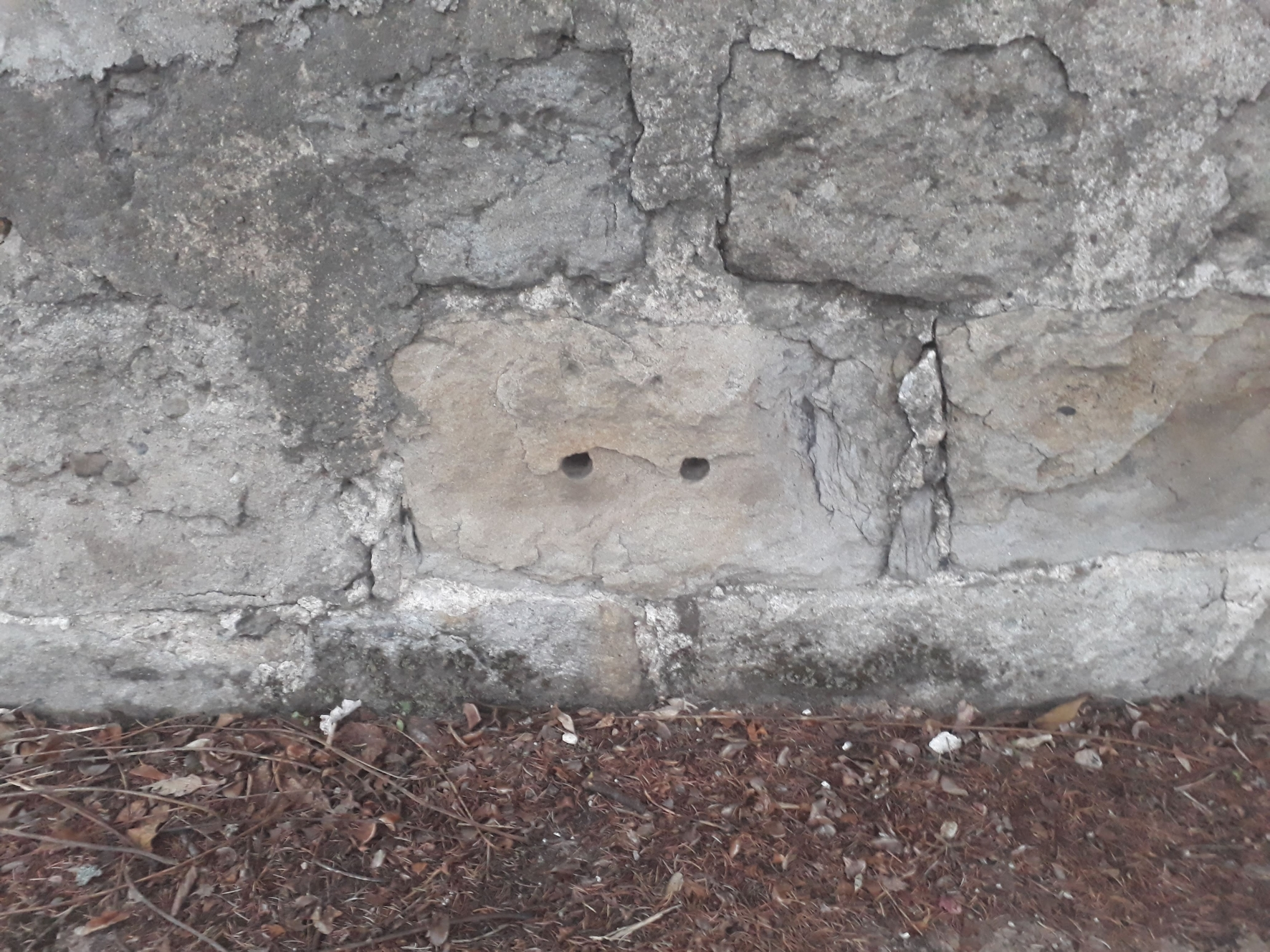
Andrézieux, remploi d'un dé en pierre, support de rail, dans un mur.
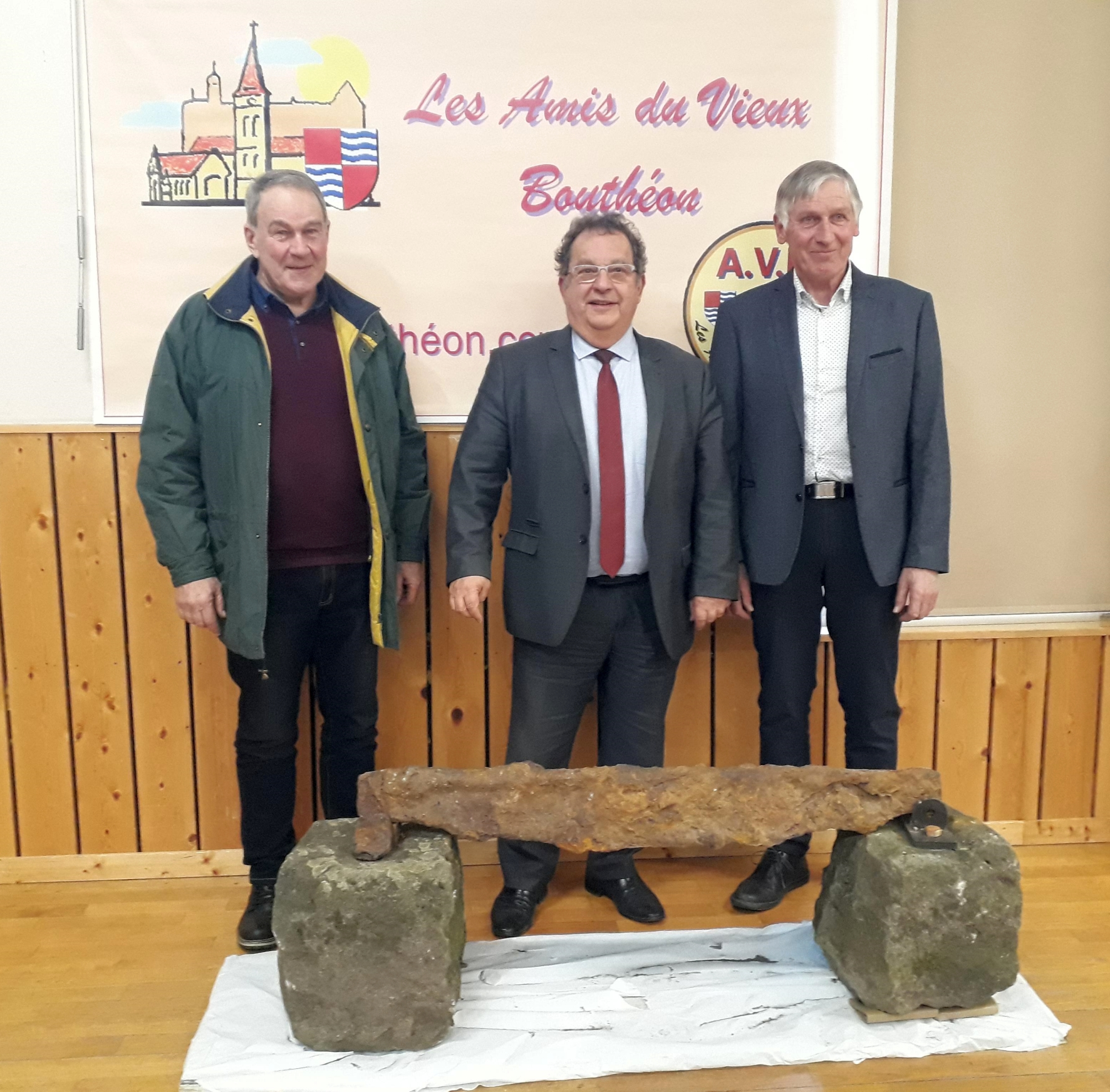
Rail à ventre de poisson (retrouvé en 2019 et posé sur ses dés en pierre).